# 同理心
同理心（empathy）又称移情，中国大陆又译共情、同感、“移情性/移情作用”等，台湾又译设身处地、擬情作用等，是從他人的參照系統中理解或感受他人正在經歷的事情的能力，也就是運用理解力與想像力等，嘗試（在想像中）將自身置於他人處境或所在「位置」的能力。换言之，同理心描述了識別、理解和同情他人的感覺、情緒、思想、動機和人格特質的能力和意願。同理心通常還包括對他人的感受做出適當反應的能力，例如憐憫、哀悼和出於同情的幫助等。
同理心的基礎是自我認知—一個人對自己的情緒越開放，他們就越能理解他人的感受，以及自我超越，以便能夠克服以自我（認知）為中心的態度。
同理心的定義涵蓋了廣泛的情緒狀態。 同理心的類型包括認知同理心、情緒（或感情）同理心、身體同理心和精神同理心等。
同理心在許多科學和應用領域（例如音樂）中發揮著重要作用，從犯罪學到政治學、心理治療、心理學、生理學、物理治療、護理科學、教育、哲學、語言學、醫學和精神病學，再到管理或營銷。
對於所有和人相關的事情，同理心都至為重要，在日常社交、醫病關係、公共政策制定、司法正義的實踐等各方面，對他人展現同理心，尤其是對當事人主觀感受展現出充分的同理心這點，都是至為重要且不可忽略的；而一個人是否展現充分的同理心，應當由被同理者決定。
同理心與同情心有相似之
，但並不相同。

## 定義
同理心指能夠站在對方立場設身處地思考、於人际交往过程中能够体会他人的情绪和想法、理解他人的立场和感受，并站在他人的角度思考和处理问题。它主要表現包括了情绪自控、换位思考、倾听能力以及表达尊重等与情商相关的方面。
同理心和同情心的區別在於，同理心是對他人的情緒、想法、立場、行為等有真正的理解；而同情心則更多是情緒上和他人產生共鳴；但兩者之間確實有重疊之處。
同理心的作用具體來說，是在既定的事件上讓自己進入他人角色，體會到他人因環境背景、自身生理與心理狀態以更接近「他人」在本位上的感受與邏輯。進而因為自己體會了「同樣」的經驗，也就更容易理解當事人所處當下狀態的反應，並更能夠理解這种行為和事件的發生脈絡。而就算是自己的看法與他人不同時，也能夠理解對方在心理、情緒或行為上的反應，不過能夠理解和體會他人並對他人感同身受並不一定代表對其也能夠認同；然而當事人的主觀感受對同理心的展現是至為重要的，不能充分理解和體會當事人真正的主觀感受，很難產生真正的同理心和關懷。

## 概論
同理心在應用上有許多不同的定義，包括：廣義的情緒狀態、照顧與幫助他人的慾望、與另一個人的經驗情感相同的情緒、辨別出另一個人的想法或感受、使自我與他人之間的差異變得不那麼明顯等。同理心也被認為是感受和分享另一個人情緒的能力。有些人認為同理心是一種能夠與他人情緒相匹配的能力，而有些人則認為同理心是對他人溫柔。光是辨別出別人的想法和感受，稱不上是有同理心。
被同理對象的主觀感受，在同理心的產生和發揮中至為重要，對一件事，像是病人對病痛的看法，當事人的主觀感受，和第三方的客觀看法一樣重要，所以同理心很重要，不能因為一件事情是主觀感受而將之忽略，甚至可說若不能充分理解和體會對方的主觀感受，就不會有同理心。
擁有同理心能夠幫助人理解決策制定和認知思維過程中的許多因素。理解「過去的經歷會對當前的決策有影響」這個概念可以讓我們對一個在面對問題時作出不合邏輯決定的個人產生同理。過去的經歷包含：家園或家庭破碎、童年創傷、缺乏養育和許多其他因素，這些因素會在人們的腦中留存，並能夠影響人們做出決定。Martin Hoffman是一位研究同理心發展的心理學家，他認為每個人天生都有感受同理心的能力。

### 情緒表徵
同理心涉及「理解他人的情緒狀態」，因此同理心情緒表徵源於「被理解的情緒特徵」。舉例來說：如果該情緒是以身體感受為中心，那麼同理心的核心即是掌握他人的身體感受。另一方面，如果一個情感中更重要的是以信仰和慾望的組合為中心，那麼同理心就會掌握決定了這個情感來源的信念和慾望。這一種能力，是將自己想像成另一個人的複雜想像過程。不過，識別情緒的基本能力可能是天生的並可能在無意識中實現，且它可以藉由訓練以不同程度的強度或準確度來達成。

### 衡量與能力
同理心並非一種全有全無的事物，而是有不同程度之分的，也因此同理心具有「較多」或「較少」的衡量。同理心互動的典範涉及一個人以「公認的」可容忍方式去準確的識別另一個人持續的刻意行為、相關情緒狀態與個人特徵。準確和可容忍的認同是同理心的核心特徵。人類識別他人身體感受的能力與人的模仿能力相關，並且似乎建立在人對於身體動作和面部表情後能產生相應動作或表達其感受的先天能力的基礎上。人類似乎也能夠透過聲調或其他聲樂表達內心感受，並建立同樣的直接溝通。

### 相關詞彙
同情（Compassion）與同情心（sympathy ）是與同理心類似的心理因子，但他們的定義並不相同，瞭解同情與同理的差異能幫助人更明確的定義同理心。同情通常被定義為個體能夠感受他人需要的情感，這種情感並激勵我們幫助有需要的人。同理心則是對需要之人的關心和理解的感覺。有些人的同理心中包含了一些同情心，像是一些對他人的擔心，一些學者也認為包含了希望別人更好或更快樂的元素。
同理心與可憐、情感傳染也不同。可憐通常是指另一個人遇到麻煩並需要幫助，但因為自己無法解決問題，對某人「感到抱歉」；情緒感染則是指一個人（特別是嬰兒或暴徒）以模仿的方式「捕捉」其他人所表現出來的情緒，而不必對正在發生的情況有所認知。
在正向心理學的領域，同理心與利他主義、自我中心主義常被相提並論。利他主義著重在以使他人受益的行為上，而自我中心主義則是著重個人利益優先的行動與行為。有時，當某人對另一個人產生同理心時，就可能會發生利他行為。然而，有些學者會質疑這種利他主義的行為也有可能是受到自我主義的驅使。不過根據正向心理學家的說法，人們會被他們利他主義可以透過同理心的感動來產生。

## 類型
目前已知的同理心的類型包括有認知同理心、情感同理心和軀體同理心。情感同理心與認知同理心則是較常被提及的兩個主要同理心類型，雖然科學尚未就這兩種同理心的區別定義達成一致的共識，但基本上接受這兩者的區別。此外，情感和認知同理心之間是彼此獨立的，能在在情感上強烈同理他人的人不一定也善於理解他人的認知觀點。

### 情感同理心
情感同理心（affective empathy）又稱情緒同理心（emotional empathy）是一種能夠以適當情感回應他人情感狀態的能力。同理情感是一種基於情緒感染的能力，並會受到他人的情緒影響而覺醒。情感同理心還可以細分為兩個程度：
- 同理關注（Empathic concern）：指對他人的痛苦展現同理和同情[31][39][40]。對比於個人苦楚，同理的關注是超越自我中心的。
- 個人苦楚（Personal distress）：自我中心的感受到對他人的痛苦、不適與焦慮[31][39][40]。不過個人苦楚是一種同理心的基本形式又或根本不構成同理，還沒有成定論的共識[39]。目前的研究發現嬰兒能透過展現自己心疼來回應他人的痛苦，而到了2歲時，才開始能夠以像是：試圖幫助、安慰和分享等其他方式回應[39]。

### 認知同理心
認知同理心（cognitive empathy）是了解他人觀點或精神狀態的能力。認知同理心和心智理論這兩個術語有時被當作同義詞，但由於目前缺乏心智理論與同理心的比較研究，所以尚不清楚兩者有什麼明確或具體的異同。認知同理心也可以細分為以下尺度：
- 觀點採擇（Perspective-taking）：又稱為觀點取替[43]，是指一種自發性採納他人的心理觀點的頃向[31]。
- 幻想（Fantasy）：一種基於虛構角色進行設想的頃向[31]。
- 戰術／戰略同理心（Tactical/strategic empathy）：有意圖的使用觀點採擇來達到某些預期的目的[38]。

### 軀體同理心
軀體同理心（Somatic empathy）是一種身體反應，可能是基於軀體神經系統中鏡像神經元的反應。

### 不同類型同理心的影響分佈
在不同的情況下情感和認知同理心會有不同的影響，並造成不同的行為與結果。像是精神病態（Psychopathy）和自戀與情感同理心的障礙有關，但與認知同理心無關；而躁鬱症和邊緣性人格障礙與認知同理心缺陷有關，而與情感同理心無關。自閉症譜系障礙則與認知同理心缺陷及情感同理心缺陷的各種組合有關。精神分裂症也與兩種同理心缺陷都有關。然而，就算沒有這些條件，每個人的情感和認知同理心之間也有各不相同的平衡狀態。
在一個針對以同理心為主題的功能性磁振造影（fMRI）研究進行的後設分析指出，「情感–知覺同理心」以及「認知–評價同理心」是由不同的大腦區域活動進行的。此外，針對不同類型腦損傷患者的研究也證實了情感和認知同理心之間有所區別。明確來說，下方額回（Inferior frontal gyrus）似乎是情感同理心共鳴的作用區域，腹內側前額皮質（Ventromedial prefrontal cortex）則似乎可以調節認知同理心。

## 形成發展與相關因子

### 發展心理學
從發展心理學的角度來看。大概兩歲的兒童通常會透過對應另一個人的情緒狀態來產生一些情緒反應，透過這樣的過程，兒童開始表現出同理心的基本行為。但也有一些案例在一歲時就產生一些同理心的雛形，因為兒童開始明白，就像自己的行為一樣，其他人的行為也是有目標的。有時候，幼兒在兩歲時就會安慰或是關心別人；同樣在兩歲，有些幼兒則會用或「假裝」或是「虛假」的概念來玩弄或是愚弄他人作為遊戲，這些行為要產生的前提就是孩子必須要知道別人在想什麼。為了發展這些能力，孩子必須要透過更多面對面的互動機會。
根據芝加哥大學使用功能性磁共振成像（fMRI）進行的研究發現，7至12歲的兒童似乎具有同理他人疼痛感受的自然傾向，這個發現與之前針對成人同理疼痛感受的fMRI研究結果一致。該研究還發現，當兒童看到一個人故意傷害另一個人的時候，大腦一些參與道德推理的區域也會被激活。
儘管18個月到兩歲的兒童能夠表現出一些包括試圖安慰哭鬧的嬰兒的同理心跡象，但大多數的孩子直到4歲左右才會表現出完全成熟的心智理論。心智理論涉及瞭解其他人可能具有與自己不同信念的能力，並且被認為涉及認知同理心的成分。兒童通常能夠在4歲左右通過「錯誤信念」的任務，即「莎莉－安妮測試（Sally-Anne test）」，這個任務被認為是對心智理論的考驗，而自閉症患者經常在這個測試中發現其在使用心智理論上的困難。
同理心成熟（Empathetic maturity）是耶魯大學護理學院開發的一種認知結構理論，用以解決成年人如何理解患者的人格問題。該理論首先由護士運用，之後並應用於其他專業。其理論假設認知結構之屬性具有三個層次。其第三層級，也就是最高級別的層次被認為是關於護理道德結構的元倫理理論。

### 情緒
憤怒與愁苦是與同理心相關的兩個情緒因子。愁苦同理（Empathic distress）是感受到另一個人的痛苦，這種感覺可以轉化為憤怒同理、不公正的感覺或內疚感。這些情緒可以被視為親社會情緒，有些人則認為可以視為道德行為的動機。
憤怒同理（Empathic anger）則是一種來自於愁苦同理的情緒，憤怒同理對於幫助慾望和懲罰慾望都有直接影響。同情的憤怒可以分為兩個子類：特質憤怒同理（trait empathic anger）和狀態憤怒同理（state empathic anger）。

### 遺傳與基因體學
遺傳學與基因體學的研究發現，部分的同理心由遺傳決定。例如：在觀察ADRA2B（Alpha-2B adrenergic receptor，α-2B；腎上腺素能受體）的缺失變體攜帶者的情緒激動圖像時，會發現杏仁核被更多的激活。5-HTTLPR基因似乎是決定負面情緒信息敏感性的因素，並且會由於ADRA2b的缺失變體而減弱。OXTR（Oxytocin receptor；催產素受體）基因的雙G變體攜帶者具有更好的社交技能和更強的自尊。位於3號染色體上LRRN1周圍的基因則控制了人類對他人情緒的閱讀、理解和回應能力。

### 神經科學
fMRI已被應用於研究同理心的功能性解剖學（functional anatomy），神經科學也因此被用以解釋同理心的成因。很多研究發現，一個人觀察他人的情緒狀態會激活神經網絡的一部分，被激活的神經網絡通常參與處理自己那個「與被觀察者相同的狀態」，像是：厭惡、感動或是痛苦。Preston和弗蘭斯·德瓦爾指出，以神經科學基礎對同理心的研究受到越來越多關注。一項進行了40個樣本的fMRI薈萃分析發現，情感同理心與島葉活動增加有關，而認知同理心與中扣帶皮層、鄰近背內側的前額葉皮層活動有關。
一些學者提出，在同理心運作期間，運動神經元產生的鏡像行為可能有助於重複感受。同理行為也可以為另一個人提供同理心，像是藉由引發仁慈、寬恕等情緒。

## 個體差異
廣義的同理心是指一個人對他人之情緒狀態的反應。近年來，人們越來越傾向將同理心的來源指向運動神經元的模仿。但是該如何解釋同理心中的個體差異？同理心並不是一個單一極的構造，而是一個複雜的結構。實際上在面對某特特定情況時，並非每個人的反應均一致，因此同理心的個體差異也可能來自於人格特質的不同。同理心量表中有針對不同類型的同理心的測量項目，其中同理關注量表（Empathic Concern scale）評估「他人導向（other-oriented）」的同情和關注感，而個人苦楚量表（Personal Distress scale）則衡量個人焦慮和不安的「自我導向（self-oriented）」感受。這些量表的組合有助於瞭解那些可能不被歸類「具有同理心」的人，並擴展了同理心狹隘的定義，利用這種作法，研究人員能拓展導致同理心的要素，並藉此列出一個多面向的定義。
另外，以下列有一些從不同觀點對同理心個體差異所進行的研究。

### 人格特質差異
行為和神經成像研究指出，在五大人格特質當中，外向性和親和性的溫暖（warmth，外向性的一個面向）和利他（altruism，親和性的一個面向）這兩個面向（facet），和同理心準確度以及內側前額葉皮質（medial Prefrontal Cortex, mPFC）和顳頂葉交界區（temporoparietal junction）這兩個和同理心相關的腦區的活動程度呈現相關。

### 性別差異
過去的研究中，女性通常會比男性有更多的認知同理心。平均而言，女性受試者在同理心商的得分通常高於男性，而男性在系統化商數這兩個商數的區分是由「同理心與系統理論建立的，這個理論認為一個人對他人的反應可能建立在「情緒與認知的同理」或是「系統化的分析與建構」之上。患有自閉症譜系障礙的男女性則通常在有較低的同理心商數，系統化商數則較高。
使用各種神經生理學測量的一系列研究指出，包括：腦磁圖（Magnetoencephalography，MEG）、脊柱反射興奮性（spinal reflex excitability）、腦電圖和N400範式（N400 paradigm）皆已證明在人體鏡像神經元系統的運動中存在有整體性的性別差異，女性受試者表現出比男性受試者更強的運動共振。此外，上述的這些研究也發現，女性在同理心的自我報告測量上得分較高，並且這些數據與其生理反應正相關。不過也有一些研究顯示性別沒有顯著的同理心差異，這些研究認為性別差異其實是動機差異造成的結果。
發表在《神經心理學（Neuropsychologia）》期刊上的一篇綜述指出，女性在識別面部特徵、處理表情與情緒方面往往較男性更好；不過男性能夠更好的識別憤怒、侵略和威脅等特定行為的線索。 Rena A Kirkland在《北美心理學雜誌（North American Journal of Psychology）》上發表了一篇薈萃分析研究，指出在「閱讀心靈（Reading of the mind）」測試中，女性的表現顯著的較男性更好。閱讀心靈測試是一種測量認知同理心能力的研究方法，Kirkland的研究在10個國家蒐集了259個樣本。《認知與情緒（Cognition and Emotion）》期刊的另一項薈萃分析則調查了215個樣本，指出女性在非語言的情感認知上較具有優勢。
神經科學家Tania Singer使用fMRI發現，男性在觀察他人因受「不公平」而進入痛苦狀態時，與同理心相關的神經反應會顯著的降低。《神經科學與生物行為評論（Neuroscience & Biobehavioral Reviews）》期刊的一篇研究也發現，人在出生時就存在有同理心性別差異，同理心會隨著年紀而成長並且在整個生命中基本上保持一致和穩定性。平均而言，女性比男性具有更高的同理心；而不分性別來說，同里心較高的孩子在整個成長過程中的同理心會一直是較高的狀態。進一步使用事件相關電位（ERP）之類的大腦研究工具分析發現，在看到人類痛苦的狀態向，女性具有比男性更高的EPR波值。另一項使用N400工具進行的研究則發向，平均而言女性在應對社交情況時的N400值較高，並且與受試者進行的同理心自我報告結果正相關。一項結構性fMRI研究並發現女性在後下額葉和前下頂葉皮質區域具有較大的灰質體積，這與鏡像神經元相關。 女性在情感和認知同理心之間也有更緊密聯繫的傾向。
研究人員認為，這些性別差異在成長過程中具有相當高的穩定性，因此受到環境影響的可能較低，甚至無法用環境影響來解釋，推論可能是人類在演化和遺傳中逐漸產生的。在史前時期，女性是兒童的主要養育者和看護者，可能因此在演化過程中產生了神經學上的適應性，使女性更容易意識到非言語表達，並做出反應。根據「初級看護假設（primary Caretaker Hypothesis）」，史前的男性與初級看護人並沒有與女性相同的壓力，因此可以解釋現代情感識別和同理心在性別上的差異。

## 相關觀點

### 哲學觀點

#### 倫理學
Iain King在其2008年出版的《如何隨時做出好的正確決定（How to Make Good Decisions and Be Right All the Time）》一書中指出，同理心的對錯由「本質」或「DNA」決定。並且強調了同理心的獨特性，因為其具有所有可以瞭解倫理學觀點的特徵。首先他指出，同理心具有「部分自立」的特性，他的形成與產生有部分基於我們內部自身，一部份則是由外部產生的，而道德動機也是如此。 這樣的特性使得那些基於同理心的判斷與個人意見有足夠理由和程度被視為一種「道德」。 他的第二個論點則認為：自私的態度可以成為一種道德手段，但對他人的同理是一種通往生命與價值的途徑。King認為使用同理心作為道德體系的基礎，能夠調和「倫理基礎的後果」、「美德與倫理學」與「行為基礎的判斷」。King這種以同理心為基礎的倫理制度已被一些佛教徒所接受，並用於解決一些實際問題，例如：「何時該說謊」以及「如何發展文化中性的愛情關係」。
哲學家邁克爾·斯洛特（Michael Slote）在《護理與同理心倫理（The Ethics of Care and Empathy）》一書中提出了一種以護理倫理作為同理心基礎的理論。他的主張是：「道德的動機應該、並且確實的源於同理心反應並以之為基礎」。他認為人類對道德意義情境的自然反應可以透過同理心來解釋的。斯洛特進一步說明，透過同理心建立的限制與義務，可以自然轉變成為道德。這些自然產生的義務包括對家人及朋友更大的同理心，這種更大的同理心也是一種道德義務。其也對時間和物理距離做出了說明，指在時間和物理距離較近的情況下，例如與家人或朋友在一起時，這種道德義務似乎比對遠方的陌生人來的更自然。斯洛特進一步補充道，在同理心和我們自然的同理關係中有一些錯誤的行動，像是刻意的減少我們的同理心、或是透過中間人而不是直接對某一對象產生同理心都是錯誤的。

#### 現象學
在現象學中，同理心是從另一個人的角度來描述對某事物的體驗，而不會在自我與他者之間產生混淆，這借鑒了代理感（Sense of agency，SA）。從最基本的意義來說，這指對方身體的經驗，同時它也是「我的身體在那裡」的經驗。然而，從大多數的其他角度來看，這些「經驗」是被修改的，以方便去經歷對方的經驗；這麼來說，在同理心的經驗過程中，即使我經歷了這種經驗，但所經歷的依然不是「我的」經驗。同理心也被認為是主體間性的條件，因此也是客觀性構成的來源。

### 歷史觀點
在歷史觀點中，對同理心的探討主要在於「同理心是否可以跨越時間」。近年來一些後現代歷史學家，例如凱斯·詹金斯（Keith Jenkins）一直在爭論是否能對過去的人產生同理心的可能。詹金斯認為，同理心的優勢只存在於「現在」，因為它與主導現代社會的自由主義和諧地對應，並且可以與約翰·史都華·彌爾的互惠自由概念（Concept of reciprocal freedom）聯繫起來。詹金斯認為，過去就相當於一個「外國」，我們無法理解也無法獲得過去時代的認識論條件。

### 演化觀點
越來越多的關於動物行為與神經科學的研究指出，同理心並不局限於人類，在現實中同理心可能與哺乳動物一樣古老，或者可能比哺乳動物更古老。一些例子像是：海豚會拯救人類免於溺水或鯊魚襲擊。Tom White指出，鯨類動物有許多梭形細胞，這是 傳遞同理心的神經細胞，這可能意味著高度社交的動物對彼此的感覺也有很強的認識。
在靈長類動物的研究中，無論是圈養或是野外，都觀察到許多類似於同理的行為。特別是在倭黑猩猩中，在目前的研究中，牠們可以說是所有靈長類動物中最具有同理心的。最近的研究也發現囓齒動物同樣具有同理心並且能夠引發親社會行為。囓齒動物被證明可以同理籠中的痛苦，但不會對陌生個體產生類似的表現。因此芝加哥大學的神經生物學家Jean Decety認為，同理心不是人類的專利。他認為這些強而有力的證據表明，同理心具有演化、生化與神經學的基礎，即使是人類最先進的同理心形式也建立在更基本生理運作形式上，不過藉由情感交流、社會依附等相關的核心機制保持聯繫，像是透過父母的照顧。涉及同理和關懷的核心神經迴路包括腦幹、杏仁核、下丘腦、基底神經節、島葉和眶額皮質。

### 政治觀點

#### 政策執行面
在公共政策的制定中，同理心有時也被認為是重要的角色，對於任何政策，任何可能受到負面影響的個人，其個人情感都必須納入考量，不然很容易就會出現踐踏個人權益的問題。像是公共建設經常都會面臨鄰避效應的問題，公共建設對社會整體有益，但許多公共設施都會對所在地的民眾造成主觀情感和實質上的負面影響，而對受負面影響的民眾做出合理補償這點，也是公共建設中必須考慮的問題。

#### 法律面
除了一般的公共政策制定外，一些說法認為，同理心在司法正義的實現上也扮演一定的角色，對司法正義有一定的重要性。且如上所言，發揮同理心的先決條件是充分理解和體會當事人的主觀感受，因此罪案受害者或其親屬的主觀感受，或他們對自身或自己家人受害可能會出現的主觀感受，在任何司法過程及刑事政策的制訂中都不可忽略。主張廢除死刑的人和團體，也常因其主張，以及確實有很多謀殺受害者家屬期盼兇手被處死刑、且確實有受害者家屬因為廢死團體積極推動廢除死刑而感覺自己受到欺負的事實，而被認為對受害者「沒有應有的同理心」。

### 社會互動與日常觀點
在日常人際交流上，同理心常被認為是一種非常重要的能力。同理心常被認為對於促進良好溝通、增進人際和諧至為重要，社會上也常希望所有的人都對彼此展現出適當的同理心。一些看法認為，現代社會的問題不是缺乏同理心，而是同理心過剩，面對這種看法，有觀點認為，同理心依舊至為重要，而問題在於同理心失控；另外有說法指出人們的判斷常會受到自身當下所處的狀態影響，而這使得人們有時難以同理他人的處境，也有研究認為同理心和一個人的良善程度無關，同理心較高，不代表更傾向為善，同理心較低也不代表更具侵略性。
在日常語境中，「沒同理心」一詞常會被人拿來指責一些行為表現看似冷血、看似對他人的痛苦沒有感覺的人；而一些人和團體也常被指責「沒有同理心」，像例如具自閉症特質的人、部分企業主管、政府官員、一般公務員和醫護人員，以及推動廢除死刑的人和團體，都會受到「沒同理心」的指責，甚至就連要人不要討論相關兇殺案的觀點，也會被人以「如果今天換成是你」這類提醒他人對受害者有同理心的話語糾正；另外在中文當中，一些人則會用諧音的「銅鋰鋅」來諷刺一些人同理心過剩、以致到了理盲濫情的程度。

## 學術研究
初期的同理心研究主要由自填式問卷量表進行，隨著科技的進步越來越多的同理心研究採用神經科學進行，像是fMRI已被應用於研究同理心的功能性解剖學（functional anatomy）。

### 同理心量表
人際反應指數（The Interpersonal Reactivity Index，IRI）是一款公開發布用於進行同理心多維度評估的量表。它包括28個題目的自填式問卷，分為４組，每組為7題的項目量表，涵蓋了情感和認知同理心的細分項目。這款量表中，同理關注量表（Empathic Concern scale）評估「他人導向（other-oriented）」的同情和關注感，而個人苦楚量表（Personal Distress scale）則衡量個人焦慮和不安的「自我導向（self-oriented）」感受。